# 草湳坡
24°55′08.8″N 121°11′01.9″E / 24.919111°N 121.183861°E
草湳坡，原稱草湳陂，今多稱為埔心，臺灣桃園市楊梅區的一個傳統地域名稱，位於該區東部偏南。相較今日行政區，其範圍大致包括青山里南端、永平里、仁美里不含北部及東部邊界地帶、埔心里、光華里、金龍里、瑞塘里、四維里、瑞坪里西北部凸出部分。
傳統世居人口組成為「惠州海陸閩籍鄭氏家族」、「潮州閩籍黃氏家族」、「潮州福佬客王氏家族」、「潮州福佬客沈氏家族」、「惠州海陸客家彭氏家族」、「惠州海陸客家戴氏家族」、「惠州海陸客家莊氏家族」、「惠州海陸客家葉氏家族」等各氏宗族，現屬閩南人、福佬客、客家人混合地區。

## 地名
草湳坡原稱「草湳陂」，係位於高山頂和店子湖兩座台地之間的一處低窪地。「草湳陂」為閩式地名，草湳坡地區屬於閩南人、福佬客及客家人混合區域。早年開墾的閩南人、福佬客及客家人，為適應當地的環境來農作，便築堤成埤塘貯水，用來灌溉農田，但也造成排水設計不良，使水草叢生，周圍土地溼軟而泥濘難行，故得此名。

## 歷史
在台灣清治末期到日治初期，草湳坡地區為一街庄，稱為「草湳陂庄」，隸屬於竹北二堡。該庄北與高山頂庄為鄰，東北一小段與宋屋庄為鄰，東與安平鎮庄為鄰，南邊為矮坪仔庄，西邊為頭重溪庄。
1901年（日治明治三十四年）11月，全台設置二十廳，該庄隸屬於桃仔園廳。1903年（明治三十六年），改名桃園廳。1909年（明治四十二年）10月，合併二十廳為十二廳，該庄隸屬不變。1920年（大正九年），廢十二廳改設五州二廳，該庄改制並改名為「草湳坡」大字，隸屬於新竹州中壢郡楊梅庄，大字下有「草湳坡」、「埔心」小字名。1941年，楊梅庄升格為楊梅街。
戰後楊梅街改制為楊梅鎮，隸屬於新竹縣，大字亦改制為里。1948年，草湳坡與南鄰矮坪子合併且重劃分成瑞塘、埔心两個里。1950年桃、竹、苗分治，楊梅鎮改隸屬於桃園縣。2010年8月，楊梅鎮因人口達15萬而改制為楊梅市。2014年12月，桃園縣升格為直轄桃園市，楊梅市改制為楊梅區。
因人口增加，兩個里已拆分為八個里，其中1998年自瑞塘里分出的瑞坪里範圍與傳統的矮坪子地區相近，其餘七里屬於草湳坡地區。

## 交通
國道1號又稱「中山高速公路」，是台灣西部兩條縱向高速公路之一，大致以北北東－南南西走向經過草湳坡地區西北角，境內未設交流道，北側最近的是位於東北方縣道114號交會處的中壢交流道，南側最近的是位於大金山下地區省道台1線交會處的楊梅交流道，由此等進入可快速前往台灣南北各地。
省道台1線又稱「縱貫公路」，是台北至屏東楓港的傳統幹道，大致以東北—西南走向經過本地區，向東北可前往中壢、桃園、龜山、新莊等地，向西南轉西可前往楊梅市區、新豐、竹北、新竹等地。
鐵路則鄰高山頂台地之山腳，一路由大同里、楊明里、梅溪里至永平里後，東行轉折向東北，繼續行經四維里、仁美里、埔心里至金龍里後，自此離境。而當地唯一火車站則位居埔心里、仁美里之交界，每日僅停靠區間車載客。2012年1月17日發生臺鐵埔心平交道事故，使北上的太魯閣號列車撞上大貨車後，最後撞向埔心車站的站場內才停止。臺1線的海拔最高點位於桃園市楊梅區埔心里（43.5K處），標高181公尺。

## 埔心地區
在清治末期至日治初期，埔心只是草湳陂庄內兩大聚落之一。1908年，在縱貫鐵路中壢、楊梅兩車站間增設一車站，名為「安平鎮」招呼站。最初站址的確位於草湳陂庄東鄰安平鎮庄內。其後因火車上坡不易，站址遷至草湳陂庄東北部，但名稱未變。其後車站名稱隨著安平鎮改名為平鎮而稱為「平鎮」驛（車站），因此當地常被誤解為平鎮管轄。1955年，才改依地名而稱為「埔心」車站。
由於車站位於埔心里內，後來亦以埔心為名，並且逐漸帶動附近地區的發展。影響所及，今日「埔心」二字有時會被用來指稱整個草湳坡地區，甚至包括南鄰矮坪子地區。

## 學校
- 治平高中（部分）
- 永平工商
- 瑞埔國小
- 四維國小
- 瑞塘國小（西北大半部）